# Dofus - I tesori di Kerubim
Dofus - I tesori di Kerubim (Dofus aux trésors de Kérubim) è una serie animata francese del 2013 di genere fantastico da 52 episodi di 13 minuti ciascuno, prodotta da Ankama Animations. La serie fa parte del progetto ludico transmediale Dofus e gli oggetti presenti nel cartone sono presenti anche nel videogioco online (nel trailer ufficiale i produttori stessi sfidano i giocatori a fare di meglio del vecchio protagonista, giocando appunto a Dofus).
È stata trasmessa per la prima volta nel canale francese France 3 dal 5 gennaio 2013 e in Italia su K2 dal 10 marzo 2014.

## Trama
Kérubim Crepan è un vecchio Ecaflip che vive in una vecchia bottega di antiquariato ad Astrub, una casa custodita da uno Shu-shu, nella quale vende oggetti di ogni genere: oltre ad un mucchio di cianfrusaglie infatti Kerubim mette in vendita anche oggetti magici. Ogni oggetto, ogni incontro, ogni giornata del vecchio gatto, è uno spunto per iniziare a raccontare le avventure vissute nella propria gioventù al nipote.

## Personaggi principali
- Kerubim Crepan[4] (Kerubim Crépin): è un vecchio Ecaflip che racconta ogni volta una sua avventura, al che parte una lunga analessi dove lo rivediamo da giovane, quando spericolato com'era si prendeva enormi rischi. Kerubim è un giocatore d'azzardo consumato: scommette molto spesso su sé stesso, e quando è davvero indeciso si affida ai suoi dadi, che porta sempre con sé appesi al collo come monili (abitudine comune fra gli Ecaflip). Siccome orfano da piccolo viveva presso il tempio del dio Ecaflip, col quale ha giocato spesso, ed ha imparato il "mestiere" del giocatore. Talvolta capita che ai suoi racconti assistano dei suoi vecchi amici, che correggono i suoi racconti, sempre un po' edulcorati. Appare in un cameo (è raffigurato su di una tazza) negli ultimi due episodi della seconda serie di Wakfu. È doppiato da Pietro Ubaldi (da anziano), Luca Sandri (da giovane) e Debora Magnaghi (da bambino).
- Lou: Grande amore del giovane Kerubim, che si racconta in molte puntate intento in strane imprese per conquistarla o per starle vicino. Lou è una ragazza Ouginak dal pelo rosa, alta e snella; anche lei è una avventuriera, e nel corso delle sue peregrinazioni, svolge una quantità di mestieri diversi: dalla ballerina, alla investigatrice, alla giudice.Doppiata da Beatrice Caggiula
- Joris: chiamato spesso Jo-Jo, è nipote adottivo di Kerubim, gli piace moltissimo ascoltare le storie del suo Nonno gatto (Papycha). Al di fuori della serie animata Joris diventa un esploratore del Krosmoz, proprio come suo nonno, compiendo anche dei viaggi temporali. Appare nella serie animata di Wakfu, come ambasciatore del Re di Bonta.[5] È doppiato da Serena Clerici.
- Pu-Pulce (Pu-Puce): Animale domestico di Joris: è una piccola palla viola con zampe, occhioni e bocca dentuta; è molto agile e rimbalza quando sbatte fortemente.
- Simòne: Commessa tuttofare del negozio di Kerubim; è una ragazza Osamodas bella ed in gamba, che mette a frutto il suo forte senso pratico, trovando soluzioni ai problemi quotidiani, o impegnando i conoscenti poco amichevoli del vecchio Kerubim che si presentano in negozio. Sembra avere una relazione sentimentale (Sembra in quanto non viene mai specificato l'orientamento sessuale delle ragazze) con Julie parrucchiera della città. Doppiata da Debora Magnaghi.
- Luis: è uno Shu-Shu imprigionato nella casa di Kerubim; controlla gli ingressi e le uscite a sua discrezione, obbedendo malvolentieri a Kerubim, che non considera come suo custode legittimo. Detesta essere ripulito ed all'inizio avrà difficoltà ad accettare la presenza della domestica Simone.
- Indie Delagrandavventura (Indie Delagrandaventure): il principale rivale di Kerubim, di razza Uginak, anch'egli un avventuriero, addestrato dalla tenera età per diventare tale. Inizialmente tenterà di conquistare Lou, amata da Kerubim, per poi fidanzarsi con l'avventuriera Nella, un'altra Ouginak, nel corso della storia. Nella maggior parte delle puntate Indie sfiderà Kerubim per stabilire chi tra loro è l'eroe più grande, ma risulteranno ogni volta in parità. Doppiato da Claudio Ridolfo.

## Altri personaggi
- Kanigruf (Kanigroo): vecchio amico di avventure di Kerubim, era dotato di un ottimo olfatto, grande forza fisica, e agilità. Attualmente abita nelle vicinanze della bottega di Kerubim e fa il fioraio. Doppiato da Giorgio Bonino.
- Crocosecco (Crocosec): Un coccodrillo vecchio amico di avventure di Kerubim, era abilissimo nei travestimenti nonostante la mole, ma non è mai riuscito a guarire dai suoi attacchi di tradimento: tradisce continuamente, senza malizia. Caratteristica che Kerubim ha cercato di sfruttare, non sempre riuscendoci. Attualmente fa il macellaio di fronte a Kanigruf che oggi come ai vecchi tempi, lo sbugiarda, impedendo che le sue menzogne facciano danni. Doppiato da Gianluca Iacono.
- Brutartaruga (Tortue Brutale): vecchio amico di avventure di Kerubim, dalla fisionomia d'una tartaruga, è un esperto dinamitardo, abile anche nel ruolo di artificiere. Porta sempre con sé una quantità di esplosivi all'interno del suo guscio; è anche un esperto nel riconoscimento delle pietre. Doppiato da Mario Scarabelli.
- Bash Squalo (Bash Squale): Dalla fisionomia di uno squalo martello, Bash è un amico di infanzia di Kerubim, conosciuto al tempo del suo impiego presso il tempio di Ecaflip. Insieme sgominarono una banda di aspiranti giovani ladre che li aveva presi di mira. Da piccolo era assai gracile, ed era impiegato nel circo di famiglia, però non era un acrobata capace. Crescendo ha acquisito un fisico molto robusto: le continue delusioni d'amore che ha subìto, accumulate negli anni, lo hanno progressivamente inferocito, e ad ogni infuriata è diventato più grosso e robusto. L'ultima delusione fu tanto grande che Bash, al tempo pirata, affondò due flotte armate contemporaneamente, e ruppe anche con Kerubim, che considera ormai un menagramo. Ai giorni di oggi conduce con la moglie (una civetta) una tranquilla taverna in città, ed hanno avuto un figlio (pinguino) che ha circa l'età di Joris. Doppiato da Andrea Bolognini.
- Dio Ecaflip: Normalmente gli dei non si mostrano facilmente; fa eccezione Ecaflip che abita in città in un tempio a lui dedicato, dove vengono istruiti ai giochi, anche d'azzardo, i bambini di etnia ecaflip rimasti orfani. Il piccolo orfano Kerubim fu uno dei suoi prediletti, e dovette combinargliene di tutti i colori per farsi cacciare, dal momento che il dio non voleva lasciarlo andare via e privarsi di un così abile giocatore. Ecaflip ha la sembianza di un grande e grasso gatto rosa con quattro braccia e nove code, indossa sempre degli occhialini neri; è in grado di cambiare aspetto e dimensione. Grandissimo burlone e grande giocatore d'azzardo, ama la buona tavola, e si abbuffa quotidianamente di pesce fresco. Kerubim lo incontra spesso: è un dj in discoteca, un presentatore ad Ecaflip City, castigatore di Kerubim in quanto si era spacciato per il dio. Nell'episodio 41: La spada a nove code (L'épée neuf queues) appare com'era da giovane all'inizio del tempo, quando combatté contro una idra primordiale: praticamente uguale al presente, ma con sole due braccia (molto robuste), meno grasso e più atletico. Doppiato da Dario Oppido (fino all'episodio 26) e Marco Balzarotti (dall'episodio 27).
- Il Barone: Un personaggio che appare solamente negli episodi di ecaflip city. È mostrato come il giocatore più fortunato e abile al mondo. Infatti primo nella classifica di ecaflip city. Nella seconda parte di ecaflip city batte a una partita di poker kerubim, che perde tutto ciò che aveva. Esce di scena nell'ultima parte quando kerubim rifiuta la rivincita, si vede che è solo un burattino.

## Episodi
1. Kerubim (Kerubim)
2. Luis è triste (Le blues de Luis)
3. Caccia all'Uzzo (Chasse à Truche)
4. La clessidra infernale (Le sablier infernal)
5. Benvenuti dallo Yech'ti (Bienvenue chez l'Yech'ti)
6. Ballo contro i Boolupi (Danse contre les mulous)
7. Bash Squalo (Bash Squale)
8. Il Ghilenar del Pandawa (La chichala du Pandawa)
9. Il leggendario Likrone (La légendaire Likrone)
10. L'arte vivente di Vax (L'art vivant de Vax)
11. L'Araknecapo Villoso (L'araknacoiffe velue)
12. Il Gran Glucide (Le grand Glucid)
13. Un diamante per Ruby (Un diamant pour Ruby)
14. Koalak Couac (Koalak Couac)
15. Kekè Piccinin (Kéké Rikiki)
16. A ovest di Astrub (À l'ouest d'Astrub)
17. Un violento mal di denti (Rage De Dent)
18. Il pirofuoco (Le pyrofuego)
19. Il giudizio dei 12 (Le jugement des 12)
20. Il mio amico Bash (Mon pote Bashi)
21. Un MaoMao sulla luna (Un chacha dans la Lune)
22. La culotte gigante (La pulotte géante)
23. Salvate la sirena! (Comme un pichon dans l'eau)
24. Truffe, crimini e tentacoli (Arnaques, crimes & tentacules)
25. S.O.S. avventure (S.O.S. Aventures)
26. Il mistero della palla di pelo (Mystère et boule de poils)
27. (Ecaflip City 1)
28. (Ecaflip City 2)
29. (Ecaflip City 3)
30. (Bonta Folie's)
31. La pausa (La Pause)
32. Una vita da Pupulce (Une vie de pupuce)
33. La fontana di Noffoub (La fontaine de Noffoub)
34. Clic clac (Clics claques)
35. La panoplia del Pappatutto (La panoplie Bouftou)
36. La cintura Ding-Dong (La ceinture ding-dong)
37. I Giustizieri di Mao-Malia (Justiciers de Chacharme)
38. La gara di Dragonkart (Dragodingues)
39. L'AntiAmore (Le Tulamour)
40. Punto di partenza (Point de départ)
41. La spada a nove code (L'épée neuf queues)
42. Il processo (Le procès)
43. Il miscelatore di sogni (Le mélangeur de rêves)
44. Nonno Gatto il rigattiere (Mon papycha le brocanteur)
45. I Giustizieri di Mao-Malia 2 (Justiciers de Chacharme 2)
46. La febbre dell'Hacienda (La fièvre de l'Hacienda)
47. Indie (Indie)
48. Gioco di ruolo (Jeu de rôle)
49. La Gelevisione (La gelévision)
50. Fascino fatale (Charme fatal)
51. Trappola bollente (Piège à grande chaleur)
52. Arrivederci! (Au revoir)